# Zorro - Den maskerede hævner
The Mask of Zorro, på dansk Zorro - Den maskerede hævner, er en amerikansk actionfilm baseret på den fiktive karakter Zorro skabt af Johnston McCulley. Filmen blev instrueret af Martin Campbell og blandt de medvirkende er Antonio Banderas, Anthony Hopkins, Catherine Zeta-Jones og Stuart Wilson. Hopkins spiller den originale Zorro, Don Diego de la Vega, der undslipper fængsel for at finde sin datter (Zeta-Jones) og hævne sin kone, der blev dræbt af den korrupte guvernør Rafael Montero (Wilson). Han får hjælp af sin efterfølger (Banderas), der har sin egen vendetta mod guvernørens højre hånd, og han ender med at blive forelsket i de la Vegas datter.
Executive producer Steven Spielberg havde oprindeligt udviklet filmen til TriStar Pictures med instruktørerne Mikael Salomon og Robert Rodriguez, inden Campbell skrev kontrakt i 1996. Salomon havde castet Sean Connery som Don Diego de la Vega, mens Rodriguez bragte Banderas ind som hovedrolle. Connery droppede projektet og blev erstattet med Hopkins, og optagelserne til The Mask of Zorro blev påbegyndt i januar 1997 i Estudios Churubusco i Mexico City.
Filmen blev udgivet i USA d. 17. juli 1998 og blev en succes blandt publikum og anmeldere. Den indspillede for $250 mio. mod et budget på $95 mio. Der blev produceret en efterfølger, The Legend of Zorro, som havde premiere i 2005, og ligeledes havde Banderas og Zeta-Jones på rollelisten og Campbell som instruktør, men den klarede sig langt fra så godt som forgængeren.

## Medvirkende
- Antonio Banderas som Alejandro Murrieta / Zorro:
Banderas modtog $5 mio. for rollen. Han blev trænet af Bob Anderson til fægtescenerne.[3] Andre skuespillere der var blevet overvejet til rollen tællerBenicio Del Toro, Andy García, Marc Anthony, Joaquim de Almeida, and Chayanne were considered.[4][5]
  - José María de Tavira ung Alejandro Murrieta.
- Anthony Hopkins som Don Diego de la Vega / Zorro:
Hopkins blev kastet i december 1996, blot en måned inden optagelserne begyndte.[6] Hopkins, der var kendt fra sine dramaroller, tog rollen for at få lov at være med i en actionfilm.[7] Andre skuespillere der var blevet overvejet til rollen tæller Sean Connery og Raúl Juliá, der døde inden optagelserne.[8][9]
- Catherine Zeta-Jones som Elena Montero:
Zeta-Jones skrev kontrakt i november 1996, efter Spielberg havde set hende miniserien Titanic og anbefalede hende til Campbell.[10] På trods af at være en walisisk skuespiller, der spiller en spanier, så opdagede Zeta-Jones ligheder mellem hendes "volatile" keltiske temperament og den sydlandske temperament i rollen Eléna.[11] Izabella Scorupco, der arbejdede med Campbell i GoldenEye, Judith Godrèche, Salma Hayek, Shakira og Jennifer Lopez blev også afprøvet til rollen.[12][4][13][10] Zeta-Jones krediterer The Mask of Zorro som hende gennembrudsrolle til skuespillerne A-liste.[11][14]

- - María og Mónica Fernández Cruz som Elena de la Vega (spædbarn).
- Stuart Wilson som Don Rafael Montero:
Armand Assante var oprindeligt blevet castet, men måtte droppe projektet grundet overlap med The Odyssey.[15] Stuart Wilson, som Campbell havde instrueret i No Escape, blev castet i stedet for Assante fire måneder senere.[16]
- Matt Letscher som kaptajn Harrison Love
- Tony Amendola som Don Luiz
- Pedro Armendáriz Jr. som Don Pedro
- Victor Rivers som Joaquin Murrieta
- Diego Sieres som ung Joaquín Murrieta
- William Marquez, som Fray Felipe
- L. Q. Jones som Three-fingered Jack
- Julieta Rosen som Esperanza De La Vega: Don Diegos kone og Elenas mor
- Maury Chaykin som Prison Warden